# Lista de vulcões de Tonga
Esta é uma lista de vulcões ativos e extintos no Tonga.
| Nome                      | Elevação           | Localização                   | Última erupção       |
| Nome                      | Elevação           | Coordenadas                   | Última erupção       |
| ʻAta                      | 382 m (1,253 ft)   | 22° 09′ S, 176° 11′ O         | -                    |
| Curacoa                   | −33 m (−108 ft)    | 15° 37′ S, 173° 40′ O         | 1979                 |
| Fonua foʻou               | −17 m (−56 ft)     | 20° 19′ S, 175° 25′ O         | 1936                 |
| Fonualei                  | 180 m (591 ft)     | 18° 01′ 12″ S, 174° 19′ 30″ O | 1957                 |
| Home Reef                 | −10 m (−33 ft)     | 18° 59′ 31″ S, 174° 46′ 30″ O | 2023                 |
| Hunga Tonga-Hunga Haʻapai | 114 m (374 ft)     | 20° 34′ S, 175° 23′ O         | 2015                 |
| Kao                       | 1,030 m (3,379 ft) | 19° 40′ S, 175° 02′ O         | Holoceno             |
| Late                      | 540 m (1,772 ft)   | 18° 48′ 22″ S, 174° 39′ 00″ O | 1854                 |
| Metis Shoal               | 43 m (141 ft)      | 19° 11′ S, 174° 52′ O         | 1995                 |
| Niuafoʻou                 | 260 m (853 ft)     | 15° 36′ S, 175° 38′ O         | 1985                 |
| Niuatoputapu              | 157 m (515 ft)     | 15° 58′ S, 173° 44′ O         | Há 3 milhões de anos |
| Tafahi                    | 560 m (1,837 ft)   | 15° 51′ S, 173° 43′ O         | Holoceno             |
| Tofua                     | 515 m (1,690 ft)   | 19° 45′ S, 175° 04′ O         | 1960                 |
| Sem nome (1)              | −13 m (−43 ft)     | 20° 51′ S, 175° 32′ O         | 1999                 |
| Sem nome (2)              | −500 m (−1,640 ft) | 21° 23′ S, 175° 39′ O         | 1932                 |
| Sem nome (3)              | −40 m (−131 ft)    | 18° 19′ 30″ S, 174° 21′ 54″ O | 2001                 |